# 希利 (阿拉斯加州)
希利（英語：Healy）是位於美國阿拉斯加州迪納利自治市鎮的一個非建制地區和人口普查指定地區。根據2010年美國人口普查，該地人口為1021人，而該地的面積約為1779.80平方千米。

## 地理
希利的座標為63°58′15″N 149°07′37″W / 63.97083°N 149.12694°W，而該地的平均海拔高度為409米（即1342英尺）。